# Sorthalset lappedykker
Den sorthalsede lappedykker (latin: Podiceps nigricollis) er en fugleart i familien lappedykkere. Fuglen er 28-34 cm lang og vejer 250-600 g, og ligner Nordisk lappedykker, som er betydeligt sjældnere i Danmark. Sorthalset lappedykker kan leve op til 10 år. Den yngler ved ferskvandssøer i Europa, Asien, Afrika, og Nordamerika. Danmark er omkring dens nordlige udbredelsesgrænse, og den er ualmindelig her i landet, men har dog en ret stabil bestand på 250-300 ynglepar (bestanden var mindre i perioden op til de tidlige 1980ere, men lidt højere i perioden lige efter). Den kan ses i det meste af landet, men de fleste yngler ved klare søer i Midtjylland, omend et mindre antal yngler andre steder, også nær København. Ynglebestanden er vurderet som sårbar på den danske rødliste.